# Guram Adżojew
Guram Zacharowicz Adżojew, ros. Гурам Захарович Аджоев (ur. 18 października 1961 w Tbilisi, Gruzińska SRR) – rosyjski piłkarz pochodzenia kurdyjskiego, grający na pozycji pomocnika lub napastnika.

## Kariera piłkarska

### Kariera klubowa
Wychowanek klubu Metalurgi Rustawi. W 1980 roku rozpoczął karierę piłkarską w Torpedo Kutaisi. A w następnym sezonie został zaproszony do Dinama Moskwa ze stolicy ZSRR, a w 1984 przeniósł się do Spartaka Moskwa. Nieczęsto wychodził na boisko, dlatego w 1986 odszedł do Metalista Charków, w którym występował z przerwami do 1992 roku. Jedynie w 1987 bronił barw Dinama Tbilisi oraz w 1990 izraelskiego Beitaru Jerozolima. Latem 1992 wyjechał do Węgier, gdzie grał przez 2 sezony w Diósgyőri VTK, po czym powrócił do Ukrainy.
W Charkowie planował zbudować zespół do udziału w Mistrzostwach Ukrainy, ale nie znalazł żadnego wsparcia. Potem przeniósł się do Moskwy, gdzie chciał kontynuować naukę w Wyższej Szkole Trenerskiej. Zgodził się na propozycję trenera Władimira Muchanowa by zostać piłkarzem Saturna Ramienskoje, w którym w 1998 zakończył karierę zawodową.
Po zakończeniu kariery grał w zespołach seniorskich. Pracował jako trener w Szkole Piłkarskiej Ministerstwa Sytuacji Kryzysowych w Moskwie oraz jako dyrektor SDJuSzOR Ramienskoje w obwodzie moskiewskim. 18 lipca 2013 objął stanowisko dyrektora sportowego Dinama Moskwa.

## Sukcesy i odznaczenia

### Sukcesy klubowe
- wicemistrz ZSRR: 1984, 1985
- zdobywca Pucharu ZSRR: 1988
- finalista Pucharu Ukrainy: 1992
- mistrz Spartakiady Narodów ZSRR: 1986
- mistrz Igrzysk Młodzieżowych ZSRR: 1982

### Odznaczenia
- tytuł Mistrza Sportu ZSRR: 1981